# Sonia Heredia
Sonia Isabel Heredia, född 23 november 1963, är en peruansk före detta volleybollspelare.
Heredia blev olympisk silvermedaljör i volleyboll vid sommarspelen 1988 i Seoul. På klubbnivå spelade hon för Deportivo Power och Pallavolo Sirio Perugia. Hennes syster Aurora Heredia spelade även hon volleyboll på elitnivå.